# Tapacul ventre-rogenc
El tapacul ventre-rogenc (Scytalopus femoralis) és una espècie d'ocell de la família dels rinocríptids (Rhinocryptidae) que habita el sotabosc dels boscos de muntanya als Andes centrals del Perú.